# عدوى المتفطرة الطيرية داخل الخلوية
عدوى المتفطرة الطيرية داخل الخلوية (اختصارًا MAI) هي عدوى متفطرية غير نمطية، مثل المتفطرة اللاسلية، ويسببها معقد المتفطرات الطيرية (MAC)، وتتكون من نوعين من المتفطرات، الطيرية وداخل الخلوية. تصيب هذه العدوى الجهاز التنفسي لدى الطيور والخنازير والبشر، وخاصة الأشخاص الذين يعانون من نقص المناعة. قد تكون شديدة جدًا في المراحل المتأخرة من الإيدز. تتظاهر في البداية بشكل سعال مستمر عادة. العلاج المعتمد عادةً سلسلة من ثلاثة مضادات حيوية يأخذها المريض لمدة ستة أشهر على الأقل.
المتفطرة الطيرية والمتفطرة داخل الخلوية والمتفطرة الكيميرية هي كائنات حية ترممية موجودة في التربة والمياه. تدخل إلى العوائل عبر الجهاز الهضمي عادة، ولكن قد تحدث العدوى عن طريق الرئتين أيضًا.
قد تسبب عدوى معقد المتفطرات الطيرية الحمى والإسهال وسوء الامتصاص، وفقدان الشهية وفقدان الوزن، وقد تنتشر في نخاع العظام. تقاوم عدوى المتفطرة الطيرية داخل الخلوية عادة العلاجات الفطرية القياسية.

## العلامات والأعراض
تتشابه أعراض إصابة الرئة مع مرض السل (TB)، وتشمل الحمى والتعب وفقدان الوزن ونفث الدم. يرتبط الإسهال وآلام البطن بإصابة الجهاز الهضمي.

### عند الأطفال
تشكل عدوى المتفطرة الطيرية والمتفطرة المستدمية عند الأطفال حالة سريرية متميزة، لا ترتبط بخلل في جهاز المناعة. تسبب المتفطرة الطيرية عادة تورم أحادي الجانب لإحدى الغدد الليمفاوية في الرقبة. تكون هذه العقدة صلبة في البداية، ولكن تشكل خراج «عشيق الياقة» في النهاية، وهو خراج بلون أزرق-أرجواني مميز مع جيوب تفريغ متعددة. العلاج المفضل هو الاستئصال الجراحي للعقد الليمفاوية المصابة، مع العلاج بالمضادات الحيوية (عادة كلاريثروميسين وريفابوتين لمدة 18 إلى 24 شهرًا) للمرضى الذين لا يستطيعون الخضوع لعملية جراحية.

## السبب
تشيع بكتيريا معقد المتفطرات الطيرية في البيئة وتسبب العدوى عند استنشاقها أو ابتلاعها. في الآونة الأخيرة، وجد أن المتفطرة الطيرية تترسب وتنمو في رؤوس دش الحمّام والتي يمكن استنشاقها بسهولة.

### البكتيريا
يسبب مركب المتفطرات الطيرية، وهو مركب ميكروبي من ثلاثة أنواع من المتفطرة (مثلًا: المتفطرة الطيرية والمتفطرة داخل الخلوية والمتفطرة الكيميرية) عدوى المتفطرة الطيرية داخل الخلوية. تضيف بعض المصادر أيضًا المتفطرة الطيرية نظيرة السلية. 

## عوامل الخطر
تشيع عدوى المتفطرة الطيرية داخل الخلوية في الأفراد الذين يعانون من نقص المناعة، بما في ذلك كبار السن والمصابين بفيروس نقص المناعة البشرية/الإيدز أو التليف الكيسي. يشيع أيضًا ترافق العدوى مع حالة توسع القصبات. لا يُعرف دائمًا ما إذا كان توسع القصبات يؤدي إلى عدوى المتفطرة الطيرية داخل الخلوية أم أنه نتيجة لها.
يشتمل معقد المتفطرات الطيرية على بكتيريا غير نمطية شائعة، مثل المتفطرات اللاسلية (NTM) الموجودة في البيئة والتي يمكن أن تصيب مرضى نقص المناعة البشرية والذين يعانون من انخفاض عدد خلايا CD4 (أقل من 100 / ميكروليتر). طريقة العدوى عادة هي الاستنشاق أو الابتلاع.
تسبب المتفطرة الطيرية داخل الخلوية مرضًا منتشرًا في حوالي 40% من الأشخاص المصابين بفيروس نقص المناعة البشرية في الولايات المتحدة، مما يؤدي إلى الحمى والتعرق وفقدان الوزن وفقر الدم. تؤثر عدوى المتفطرة الطيرية داخل الخلوية المنتشرة (DMAC) بشكل مميز على الأشخاص المصابين بمرض فيروس نقص المناعة البشرية المتقدم وخلايا CD4 التي تقل عن 50 خلية في الميكرولتر. تساعد الوقاية والعلاج الفعالان بشكل كبير في تحسين نوعية الحياة ومدة البقاء على قيد الحياة للأشخاص المصابين بفيروس نقص المناعة البشرية.